# Zbigniew Stokłosa
Zbigniew Stokłosa (ur. we Wrocławiu) – polski artysta fotograf, uhonorowany tytułami Artiste FIAP (AFIAP) i Excellence FIAP (EFIAP). Prezes Zarządu Dolnośląskiego Stowarzyszenia Artystów Fotografików i Twórców Audiowizualnych.

## Życiorys
Od 1986 roku Zbigniew Stokłosa jest prezesem Dolnośląskiego Stowarzyszenia Artystów Fotografików i Twórców Audiowizualnych – DSAFiTA, założonego w dniu 21 maja 1947 roku. Jest współzałożycielem i prezesem Światowego Stowarzyszenia Artystów Fotografików i Twórców Audiowizualnych, utworzonego w dniu 8 czerwca 2003 roku, we Wrocławiu. Jest prezesem, pomysłodawcą i współzałożycielem Polskiej Federacji Fotograficznych i Audiowizualnych Stowarzyszeń Twórczych – PFFiAST, utworzonej we Wrocławiu w 1994 roku, po upadku działającej w Warszawie – Polskiej Federacji Stowarzyszeń Fotograficznych – PFSF. Zbigniew Stokłosa jest członkiem Stowarzyszenia Dziennikarzy RP (Oddział Dolny Śląsk). Jest pomysłodawcą, założycielem i redaktorem naczelnym kwartalnika; „OBSCURA – zeszyty fotograficzne PFFiAST, DSAFiTA” i dwumiesięcznika; „Polskie Foto”. Jest autorem i współautorem wystaw indywidualnych i zbiorowych w wielu krajach. Jest uczestnikiem i laureatem krajowych i międzynarodowych konkursów fotograficznych (m.in.III nagroda; 1982 i II nagroda; 2000; na Festiwalu Fotografii w Knokke-Heist, w Belgii). Ma na swoim koncie wiele nagród, medali, wyróżnień, dyplomów i listów gratulacyjnych. Prowadzi i uczestniczy w warsztatach fotograficznych. Zasiada jako członek jury w konkursach fotograficznych. Publikuje w krajowej i zagranicznej (specjalistycznej) prasie fotograficznej.
Zbigniew Stokłosa jest laureatem nagrody Marszałka Województwa Dolnośląskiego – za całokształt dokonań twórczych i organizacyjnych. W 1987 roku otrzymał tytuł AFIAP (Artiste FIAP), nadany przez Międzynarodową Federację Sztuki Fotograficznej FIAP. W 1992 roku otrzymał tytuł EFIAP (Excellence FIAP).

## Odznaczenia
- Złoty Krzyż Zasługi – 2001[25][26]
- Srebrny Krzyż Zasługi
- Odznaka „Zasłużony Działacz Kultury”
- Odznaka honorowa „Zasłużony dla Kultury Polskiej”[26]
- Brązowy Medal „Zasłużony Kulturze Gloria Artis” – 2007[27][26]